# Kalendarium historii Wrocławia (1945–1988)
Kalendarium historii Wrocławia – uporządkowane chronologicznie wydarzenia we Wrocławiu od zakończenia II wojny światowej do końca roku 1988.

## Lata 1945–1950

### 1945

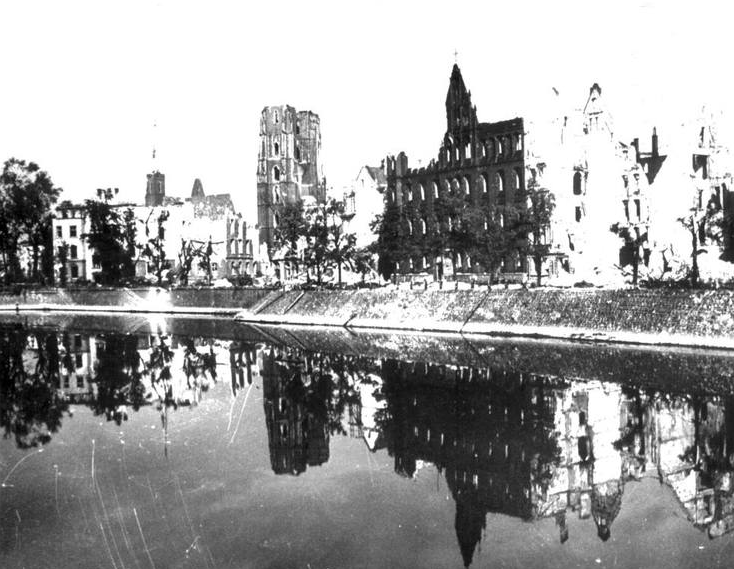
Ostrów Tumski zniszczony wskutek działań wojennych

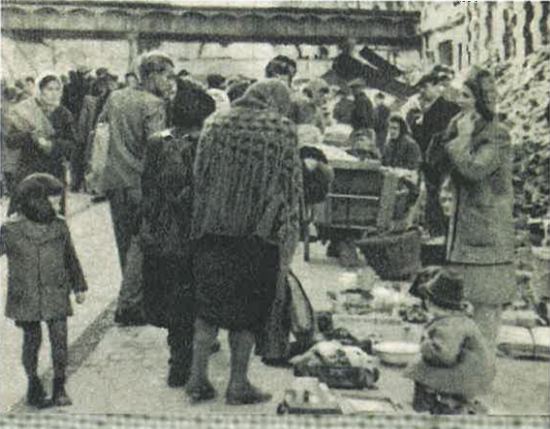
Szaberplac przy pl. Grunwaldzkim

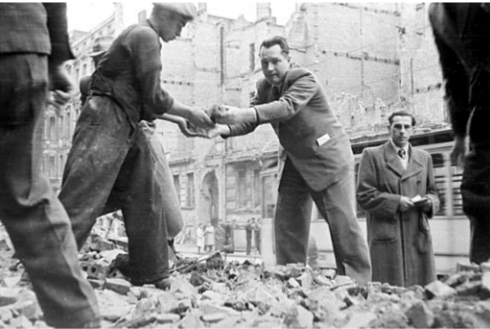
Czyn społeczny w r. 1947 z udziałem prezydenta B. Kupczyńskiego

- 14 marca Bolesław Drobner został mianowany prezydentem Wrocławia[1].
- 10 maja odbyło się pierwsze zebranie Zarządu miasta[2].
- 12 maja uruchomiono pierwszy prowizoryczny wodociąg[3].
- 10 czerwca ukazał się pierwszy numer tygodnika „Nasz Wrocław”[4].
- 16 czerwca otwarto kino „Warszawa”. Premierowym filmem był „Majdanek”[5].
- 16 czerwca założono Pierwszy Klub Sportowy Ślęza Wrocław[6].
- 26 czerwca ukazał się pierwszy numer tygodnika „Naprzód Dolnośląski” sygnowany jako organ WKR Polskiej Partii Socjalistycznej Dolnego Śląska[4].
- 29 czerwca odbyła się pierwsza polska uroczystość w Teatrze Miejskim, Akademia Morska. Koncert Miejskiej Orkiestry   Symfonicznej  pod  batutą  Stanisława Syryłły[7].
- 19 lipca otwarto regularne połączenie kolejowe z Warszawą[8].
- 27 lipca wydano zarządzenie dotyczące zmian nazw ulic we Wrocławiu. Przemianowano wówczas m.in. ulice Adolf-Hitler-Straße na Adama Mickiewicza, Bismarckstraße na Bolesława Chrobrego, Matthiasstraße na Generalissimusa Józefa Stalina[9].
- 2 sierpnia na konferencji poczdamskiej zapadła decyzja o przyznaniu Wrocławia Polsce. Rozpoczęło się przejmowanie miasta przez administrację polską[10].
- 13 sierpnia ukazał się pierwszy numer „Trybuny Dolnośląskiej”, tygodnika Polskiej Partii Robotniczej[4].
- 22 sierpnia na ulice Wrocławia wyruszył pierwszy tramwaj, kursujący z ul. Spółdzielczej na plac Grunwaldzki[11].
- 1 września w szkołach przy ul. Nowowiejskiej (dawna Szkoła Ludowa im. Johanna Pestalozziego obecnie SP 1), przy ul. J. Kasprowicza na Karłowicach oraz przy ul. Rafała Krajeńskiego na Sępolnie (obecnie SP 45) oraz w liceum ogólnokształcącym przy ul. Poniatowskiego (obecne I Liceum Ogólnokształcące) rozpoczęto rok szkolny[12].
- 8 września przedstawieniem „Halki” Stanisława Moniuszki rozpoczęła działalność Opera Wrocławska[12].
- 12 października na terenie miasta wprowadzono godzinę policyjną[13].
- 17 października wyszedł pierwszy wrocławski numer dziennika „Pionier”, późniejszego „Słowa Polskiego”. Poprzednie 44 numery były redagowane i drukowane w Legnicy[4].
- 1 listopada otwarty został Miejski Teatr Dramatyczny[12].
- 15 listopada rozpoczął działalność dydaktyczną Uniwersytet Wrocławski[14]. Inauguracyjny wykład, pierwszy w powojennej historii Wrocławia, wygłosił prof. Kazimierz Idaszewski[15].
- Pod koniec roku we Wrocławiu mieszkało około 35 tys. Polaków, przybyłych głównie ze Lwowa, Krakowa, Warszawy i Wielkopolski[8].

### 1946

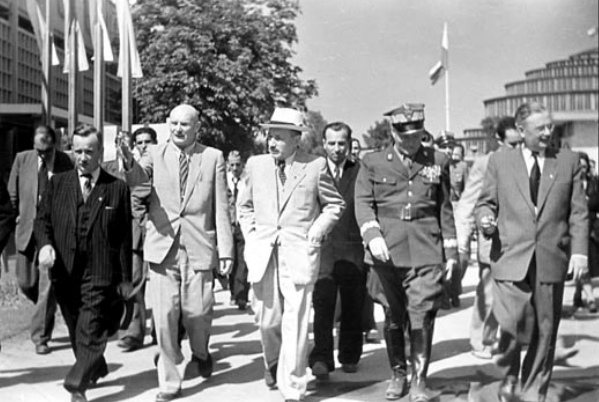
Otwarcie Wystawy Ziem Odzyskanych, punktu kulminacyjnego wstępnego zagospodarowywania ziem zachodnich; od lewej Stanisław Szwalbe, Bolesław Bierut, Konstanty Rokossowski i Hilary Minc

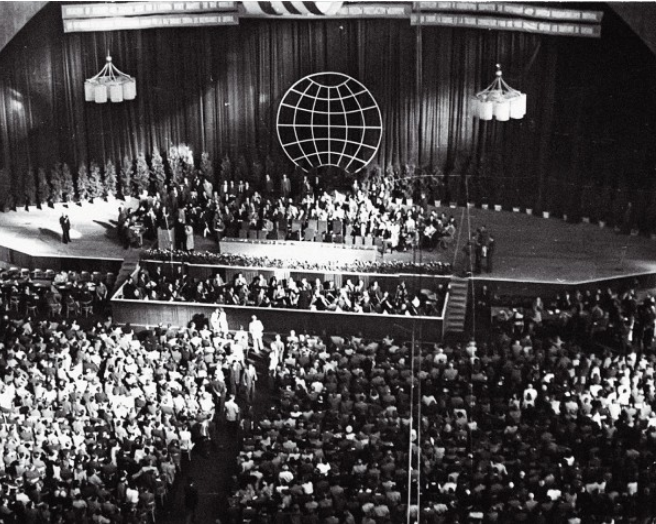
Kongres Intelektualistów we Wrocławiu

- Otwarto hutę metali nieżelaznych należącą przed wojną do spółki Schaefer-Schael, zniszczoną w 73%. W roku 1947 zatrudniała 500 pracowników i wytwarzała 7200 ton metali kolorowych rocznie[16].
- W styczniu utworzono Wrocławską Dyrekcję Odbudowy, aby skoordynować i przyśpieszyć działania w budownictwie[11].
- W lutym liczba mieszkańców Wrocławia wynosiła 171 tys.[17].
- 18 marca przy Oficerskiej Szkole Saperów założono klub sportowy Pionier, poprzednik Śląska Wrocław[18].
- 4 maja odbyło się pierwsze posiedzenie Miejskiej Rady Narodowej[19].
- W czerwcu zapadła decyzja o likwidacji targowiska na placu Grunwaldzkim, tzw. szaberplacu[20].
- 13 lipca zgodnie z uchwałą zarządu miasta przemianowano 150 wrocławskich ulic[9].
- 21 lipca sprowadzono ze Lwowa do Wrocławia część zbiorów Ossolineum i płótna Panoramy Racławickiej[10].
- W sierpniu Antoni Zięba założył III Liceum Ogólnokształcące, jako drugą szkołę średnią w mieście[21].
- 29 września została otwarta rozgłośnia Lokalna Polskiego Radia – Radio Wrocław. Stacja nadawała na falach średnich z mocą 0,5 kW[22].
- 1 listopada gazeta codzienna „Pionier” na życzenie czytelników zmieniła tytuł na „Słowo Polskie”[23][4].

### 1947
- Zakończono zasadniczą fazę wysiedlania Niemców – do roku 1946 przesiedlono 160 tys. niemieckich mieszkańców Wrocławia[8], a w roku 1947 – 63 tysiące[24].
- Państwowa Fabryka Maszyn Carl Waiden przyjęła nazwę „Fabryka Urządzeń Mechanicznych” (FUM); tego samego roku uruchomiono produkcję pił ramowych do metali, wiertarek kolumnowych i strugarek poprzecznych[25].
- Z połączenia dwóch klubów sportowych „Pionier” i „Podchorążak” powstał Wojskowy Klub Sportowy Śląsk Wrocław[18].
- 24 czerwca przyznano gminie Wrocław kredyt 119 mln zł na prace remontowo-porządkowe w celu przygotowania miasta do Wystaw Ziem Odzyskanych[26].
- 6 listopada zorganizowano ogólnowrocławski pokazowy czyn społeczny z udziałem prezydenta Bronisława Kupczyńskiego[26].
- 1 grudnia zapadła decyzja rady miejskiej o utworzeniu targowiska na placu Nankiera[20].
- W grudniu odbył się zjazd Polskiej Partii Socjalistycznej, na którym krytykowano ideę połączenia się z PPR[27].

### 1948
- 20 lipca odbył się we Wrocławiu demonstracyjny Kongres Jedności Młodzieży Polskiej, w którym wzięli udział przedstawiciele wszystkich organizacji młodzieżowych w Polsce[27].
- 25 lipca została otwarta Wystawa Ziem Odzyskanych, która trwała do października. Odwiedziło ją 1,5 miliona ludzi[28].
- W dniach 25–28 lipca w auli Politechniki Wrocławskiej odbył się Światowy Kongres Intelektualistów w Obronie Pokoju, w którym udział wzięło 400 osób z całego świata, związanych z nauką i sztuką[29].
- podczas Kongresu Intelektualistów przebywający w hotelu Monopol Pablo Picasso stworzył symbol gołąbka pokoju, używanego następnie przez organizacje pokojowe[30].
- 19 września miał miejsce ogólnopolski zjazd historyków, na którym minister oświaty Stanisław Skrzeszewski w swym programowym przemówieniu nakreślił konieczność rewizji dziejów zgodnie z duchem marksizmu[27].
- 12 października odbyło się we Wrocławiu rozszerzone plenum Zarządu Głównego Związku Nauczycielstwa Polskiego, podczas którego zadecydowano o czystkach w zawodzie nauczycielskim[27].
- 8 grudnia uruchomiono wrocławskie pogotowie ratunkowe, z siedzibą przy szpitalu Polskiego Czerwonego Krzyża przy ul. Poniatowskiego 2. W czerwcu 1949 roku przeniesiono je do nowej siedziby przy ul. Mikołaja Reja 13[31].
- 16 grudnia ukazał się pierwszy numer drugiego wrocławskiego dziennika, „Gazety Robotniczej”, będącego organem Polskiej Zjednoczonej Partii Robotniczej[32]. Dziennik powstał z połączenia „Wrocławskiego Kuriera Ilustrowanego” (do 1947 „Naprzód Dolnośląski”) i „Trybuny Dolnośląskiej”[4].
- Z końcem 1948 roku Wrocław przekroczył liczbę 300 tys. mieszkańców[8].

### 1949
- W marcu Pogotowie Ratunkowe przeniosło się na ulicę Mikołaja Reja 23[33].
- 2 kwietnia otwarto Teatr Żydowski[34].
- 11 września odbyły się na Psim Polu Ogólnopolskie Uroczystości Dożynkowe[35].

### 1950
- Wrocław liczył 315 tys. mieszkańców; blisko połowa z nich urodziła się na wsi[24].

## Lata 1951–1960

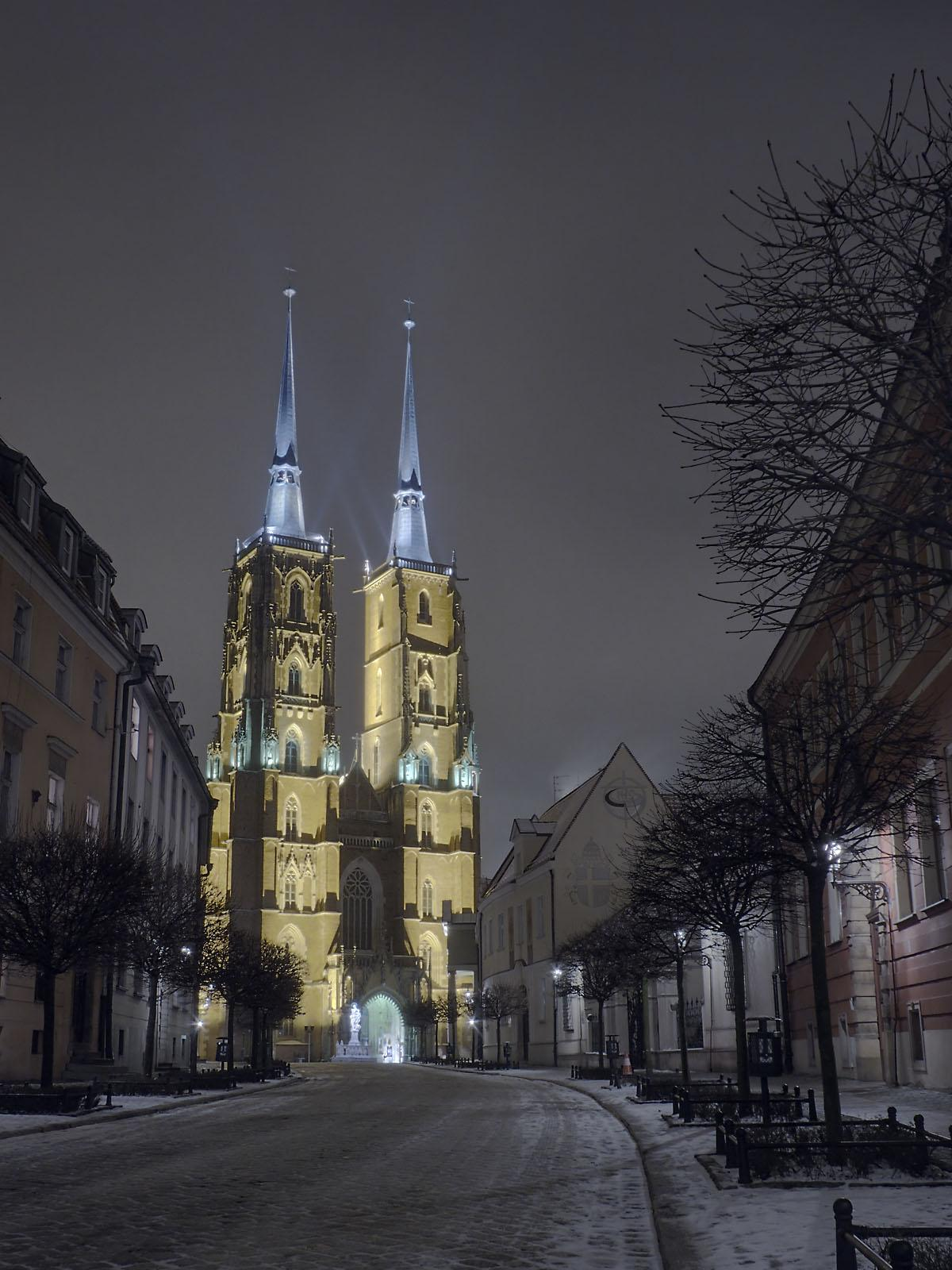
Katedra wrocławska – widok obecny

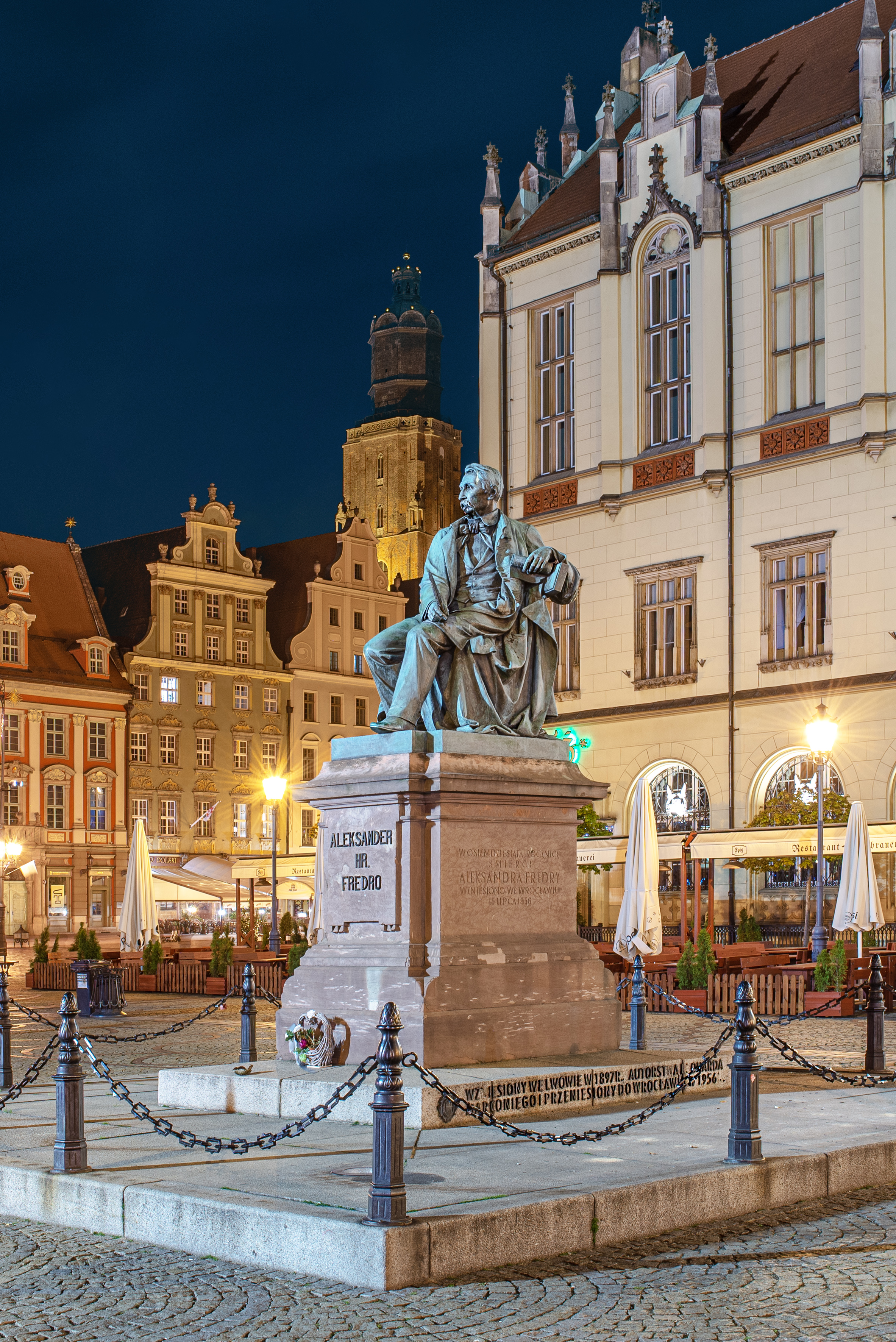
Pomnik Aleksandra Fredry

### 1951
- Do Wrocławia przyłączono nowe miejscowości: Bieńkowice, Brochów, Jagodno, Klecinę, Lamowice Stare, Miłostów, Muchobór Wielki, Oporów, Ołtaszyn, Wojnów, Wojszyce, Zakrzów, Zgorzelisko[36].
- Uniwersytet Wrocławski został podzielony na kilka niezależnych uczelni[37].
- WKS Śląsk Wrocław zmienił nazwę na OWKS i został dopuszczony do poszerzonej drugiej ligi[38].
- 29 lipca konsekrowano wrocławską katedrę, odbudowaną ze zniszczeń wojennych[10].

### 1952
- W wyniku reformy administracyjnej miasta w miejsce dotychczasowych komisariatów obwodowych Wrocław został podzielony na 5 dzielnic: Krzyki, Psie Pole, Fabryczna, Stare Miasto i Śródmieście[39][36].

### 1953
- Wrocław uzyskał I miejsce w kraju pod względem średniej szybkości tramwajów, która wynosiła 14,5 km/h[40].

### 1954
- Rozpoczęła się budowa Kościuszkowskiej Dzielnicy Mieszkaniowej położonej w okolicach ulic Świdnickiej i Tadeusza Kościuszki. Budowę zakończono w 1956 roku[41].
- Żużlowcy Sparty Wrocław zdobyli po raz pierwszy w historii klubu wicemistrzostwo Polski; w następnym sezonie obronili tytuł[42].
- Zakończono akcję wysiedlania ludności niemieckiej z Wrocławia[24].

### 1956
- W mieście odbywały się demonstracje i wiece, na których wzywano do demokratyzacji życia w kraju[11].
- Bolesław Kominek został biskupem administratorem archidiecezji wrocławskiej[43].
- Zmieniono nazwę klubu sportowego OWKS Wrocław na CWKS.[38].
- Zainaugurowała działalność grupa satyryczna tworząca radiowy magazyn rozrywkowy pod nazwą Studio 202, nadawany na antenie Radia Wrocław. Nazwa audycji pochodzi od numeru studia, gdzie po raz pierwszy zebrała się grupa inicjatywna: Izabela Sobkowicz, Włodzimierz Rosiński, Andrzej Waligórski, Hanna Jarosz i Stanisław Bockenheim[44].
- 15 lipca na wrocławskim rynku postawiono przywieziony ze Lwowa pomnik Aleksandra Fredry[11].
- W lipcu rozpoczął działalność Komitet Odbudowy Panoramy Racławickiej[11].
- We wrześniu rozpoczęło działalność Towarzystwo Miłośników Wrocławia[11].
- 4 października na pl. Grunwaldzkim doszło do 600-osobowej demonstracji studenckiej pod hasłem „My chcemy światła”, której pretekstem było wyłączenie światła w domach studenckich. Demonstracja udała się pod Urząd Wojewódzki, a następnie na rynek[45].
- 26 listopada znaleziono zwłoki Chaima J., ofiary śmiertelnego postrzału. Była to pierwsza wrocławska ofiara seryjnego mordercy Władysława Baczyńskiego[46].

### 1957
- przy ul. Pereca otwarto VII Liceum Ogólnokształcące, w 1984 roku przeniesiono je na ul. Kruczą[47].
- W styczniu i w kwietniu seryjny morderca Władysław Baczyński dokonał kolejnych zbrodni we Wrocławiu. Jego ofiarami byli Józef S. i Józef W. Józef S. został zastrzelony w obecności swego 5-letniego syna[46].
- W sierpniu klub sportowy CWKS Wrocław wrócił do nazwy WKS „Śląsk” Wrocław[38].

### 1958
- Ukazał się pierwszy numer Kalendarza Wrocławskiego[48].
- Rozpoczęto prace budowlane poza ścisłym centrum miasta, dając początek kilku osiedlom, m.in. „Południe”[49].
- Do grupy satyrycznej Studio 202 dołączyła Ewa Szumańska[44].

### 1959
- 13 września na lotnisku na Gądowie otwarto Wrocławski Salon Lotniczy, którego otwarcie przyciągnęło 200 tys. widzów[50].
- 21 września sąd wojewódzki we Wrocławiu skazał Władysława Baczyńskiego na karę śmierci za czterokrotne zabójstwo[46].

### 1960
- Liczba ludności Wrocławia wynosiła 432 tys.[51]

## Lata 1961–1970

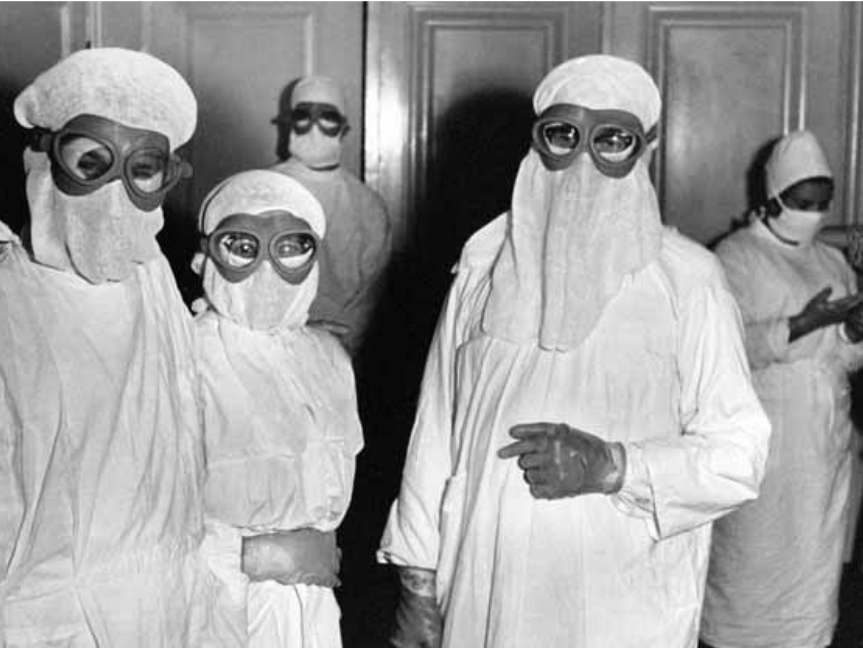
Ubiór ochronny służby zdrowia w okresie epidemii ospy we Wrocławiu

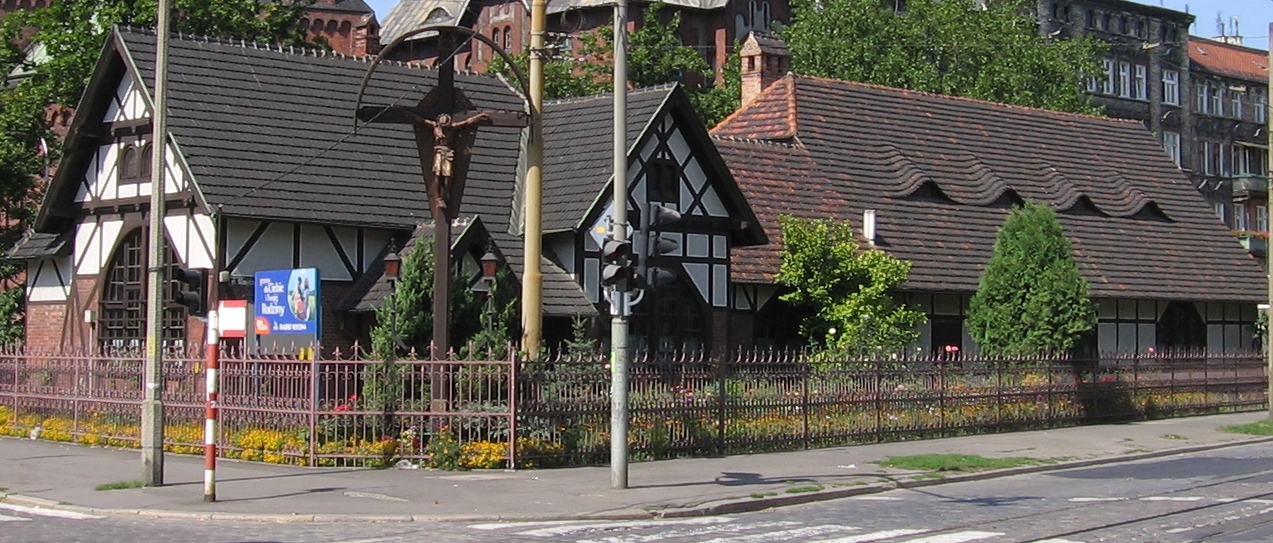
Dworzec Wrocławskiej Kolei Dojazdowej na pl. Staszica

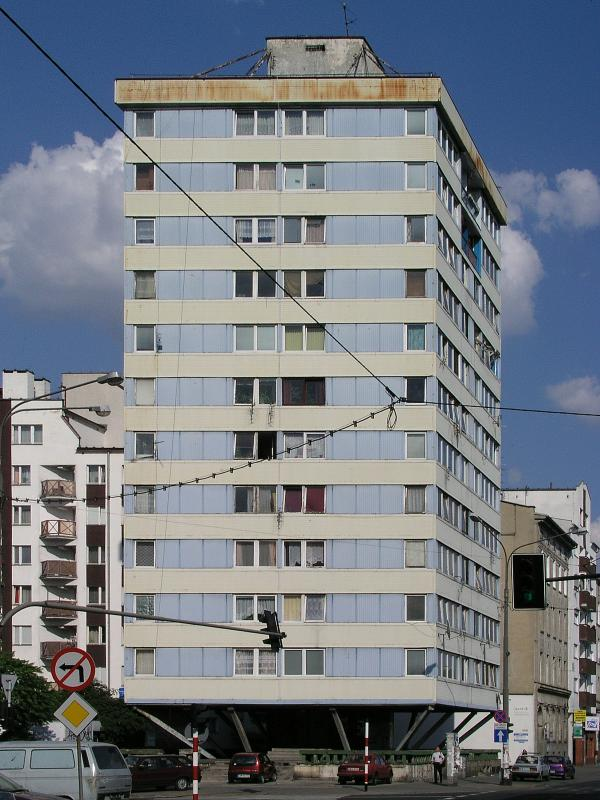
Wrocławski trzonolinowiec

### 1961
- W zakładach Elwro przystąpiono po raz pierwszy w Polsce do przygotowania seryjnej produkcji maszyny cyfrowej UMC-1[25].
- Odbudowano zniszczoną podczas wojny część hotelu Monopol[52].
- 22 lipca zainaugurowano Wrocławskie Święto Kwiatów, obchodzone równolegle z rocznicą Manifestu PKWN[53].

### 1962
- Zakłady Elwro rozpoczęły produkcję komputera Odra 1002, dając początek serii komputerów tranzystorowych[25].
- 14 grudnia wyemitowano pierwszą audycję regionalną telewizji wrocławskiej pt. „Miłe złego początki”. Autorami byli Ewa Szumańska i Andrzej Waligórski[54].

### 1963
- 1 lipca zdiagnozowano pierwszy przypadek ospy prawdziwej we Wrocławiu. W wyniku epidemii ospy prawdziwej we Wrocławiu zachorowało 99 osób, a zmarło 7[55].
- 8 lipca zmarła pierwsza ofiara epidemii ospy prawdziwej we Wrocławiu, Leokadia Kowalow, pielęgniarka szpitala przy ul. Rydygiera[56].
- 17 lipca w dzienniku „Słowo Polskie” po raz pierwszy poinformowano mieszkańców Wrocławia o przypadkach ospy prawdziwej w mieście[56].
- 22 lipca, pomimo epidemii ospy prawdziwej we Wrocławiu, władze nie odwołały w mieście obchodów rocznicy Manifestu Lipcowego i Święta Kwiatów[57].
- 26 lipca liczba zachorowań na ospę prawdziwą w mieście wyniosła 31, w tym cztery ofiary śmiertelne[56].
- 5 sierpnia zmarła ostatnia ofiara epidemii ospy we Wrocławiu, lekarz Stanisław Zawada[58].
- 10 sierpnia w mieście zanotowano ostatni przypadek zachorowania na ospę prawdziwą[59].
- 19 września Wrocław uznano za miasto wolne od epidemii ospy prawdziwej[60].
- Wrocław był gospodarzem Mistrzostw Europy w koszykówce mężczyzn[61].

### 1964
- 27 czerwca, po meczu z GKS Katowice na wrocławskim Stadionie Olimpijskim, zakończonym remisem 1:1, drużyna Śląska Wrocław po raz pierwszy awansowała do I ligi piłki nożnej[62].

### 1965
- Jerzy Grotowski przeniósł z Opola do Wrocławia teatr „Laboratorium 13 rzędów”[63].
- Śląsk Wrocław został po raz pierwszy mistrzem Polski w koszykówce pod wodzą trenera Ryszarda Stasika[64].

### 1966
- Pierwszy Festiwal Muzyki Oratoryjno-Kantatowej Wratislavia Cantans we Wrocławiu, powołany do życia przez Andrzeja Markowskiego[14].

### 1967
- Oddano do użytku trzonolinowiec – eksperymentalny modernistyczny budynek podwieszony na linach, wybudowany przy ulicy Tadeusza Kościuszki[65].
- Ukazał się pierwszy gazetę popołudniową Wieczór Wrocławia[66].
- Oddano do użytku tzw. mrówkowiec przy ul. Drukarskiej, największy budynek mieszkalny we Wrocławiu, o długości 235 m, mogący pomieścić 2300 mieszkańców[67][68].
- W zakładach Elwro wyprodukowano pierwszy model komputera Odra 1204, wyposażonego w pamięć zewnętrzną, rozpoczynając produkcję komputerów II generacji[25].
- 8 stycznia na peronie 3 dworca Wrocław Główny pod kołami pociągu zginął aktor Zbigniew Cybulski[69].
- 13 marca rozpoczęto zdjęcia do serialu „Stawka większa niż życie”. Część zdjęć kręcono we Wrocławiu, m.in. budynek Dolnośląskiej DOKP był wykorzystany jako siedziba Gestapo, a wrocławski dworzec główny pełnił rolę dworca kolejowego w Berlinie[70].
- 10 maja miała miejsce katastrofa budowlana na wrocławskim Wzgórzu Partyzantów. Pod naporem ludzi na kamiennej estakadzie Wzgórza Partyzantów zawaliła się kamienna bariera[71].
- W maju zamknięto jedyną kolejową linię wąskotorową w mieście, połączenie do Trzebnicy[72].

### 1968
- Oddano do użytku budynek filharmonii wrocławskiej przy ul. Świerczewskiego[73] (ob. Piłsudskiego).
- 12 marca miał miejsce pierwszy wiec studencki, który po dwóch dniach przekształcił się w dwudniowy strajk okupacyjny. Dzięki wstawiennictwu rektora Uniwersytetu Wrocławskiego Alfreda Jahna u władz strajk uznany został za legalny[74].
- 14 marca miał miejsce wiec na placu Grunwaldzkim, w którym wzięli udział studenci z Uniwersytetu Wrocławskiego i Politechniki. Wiec miał charakter spontaniczny, wzięło w nim udział około 500 osób. Manifestujący przeszli pod dworzec główny, gdzie doszło do starć z milicją[75].
- 1 maja podczas pochodu z okazji Święta Pracy studenci Politechniki nieśli hasła protestacyjne, m.in. „Aresztowani to jedni z nas” i wznosili okrzyki skierowane przeciw władzy[76].
- W kwietniu nastąpiła fala aresztowań na wrocławskich uczelniach, związana z wydarzeniami marcowymi[77].

### 1969
- Na ulice Wrocławia wyjechały dwa pierwsze tramwaje typu Konstal 102N, osiągające prędkość do 60 km/h[40].

### 1970
- Do miasta przyłączono osiedle Pawłowice[78].
- Liczba ludności Wrocławia wynosiła 526 tys.[51]
- Śląsk Wrocław został po raz drugi mistrzem Polski w koszykówce pod wodzą trenera Ryszarda Stasika[79].
- Na ulice miasta wyjechał odrestaurowany tramwaj „Jaś”, wyprodukowany w roku 1905. Po dwóch latach dołączono do niego drugi wagon, który nazwano „Małgosia”. Nazwy wagonów nawiązywały do nazw kamieniczek na wrocławskim rynku[80][81].
- 27 kwietnia oddano do użytku hotel Orbisu „Panorama” przy placu Dzierżyńskiego na 220 miejsc, drugi po Monopolu luksusowy hotel w mieście[82].

## Lata 1971–1980

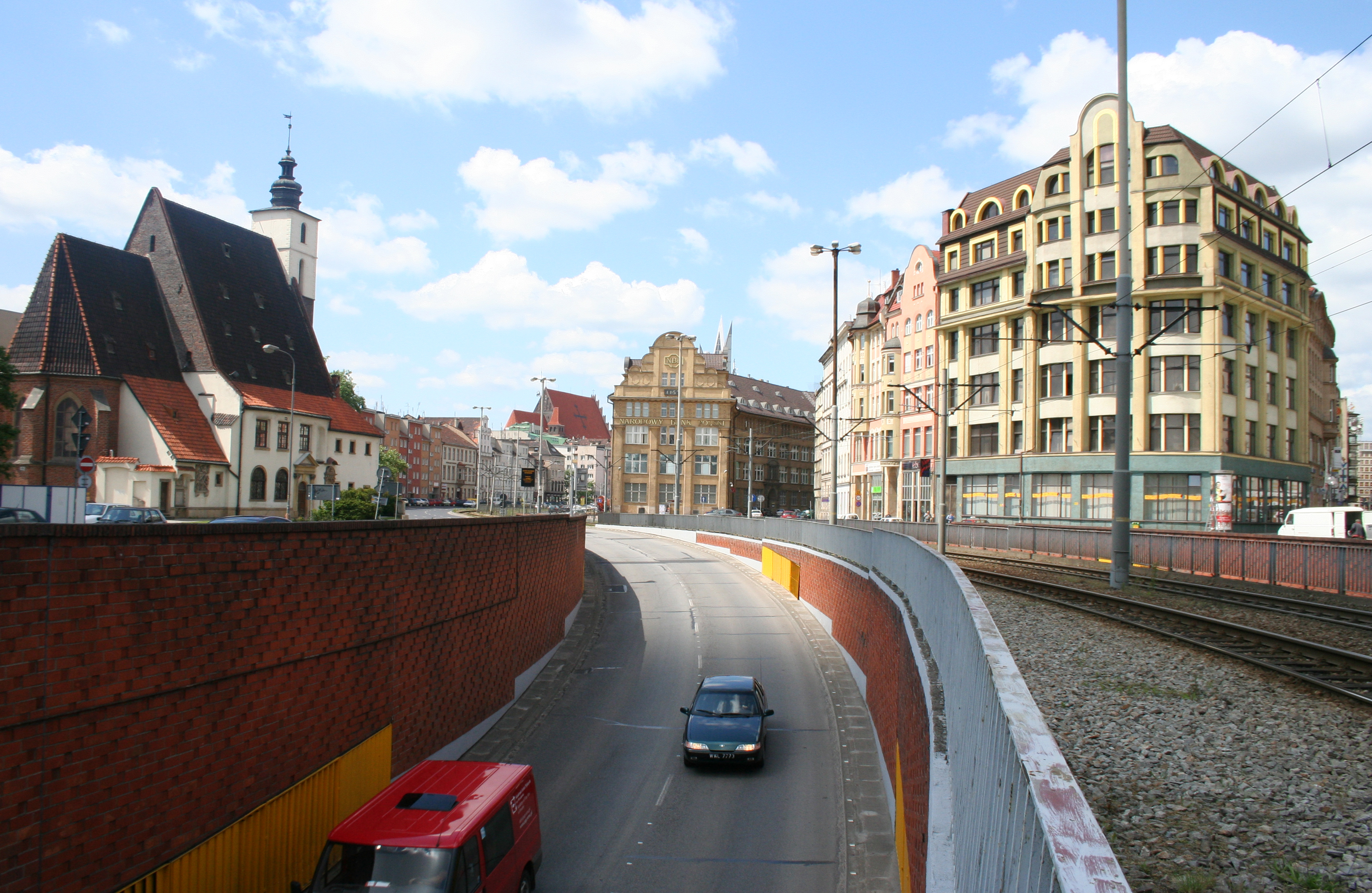
Trasa W-Z na wysokości pl. Dominikańskiego

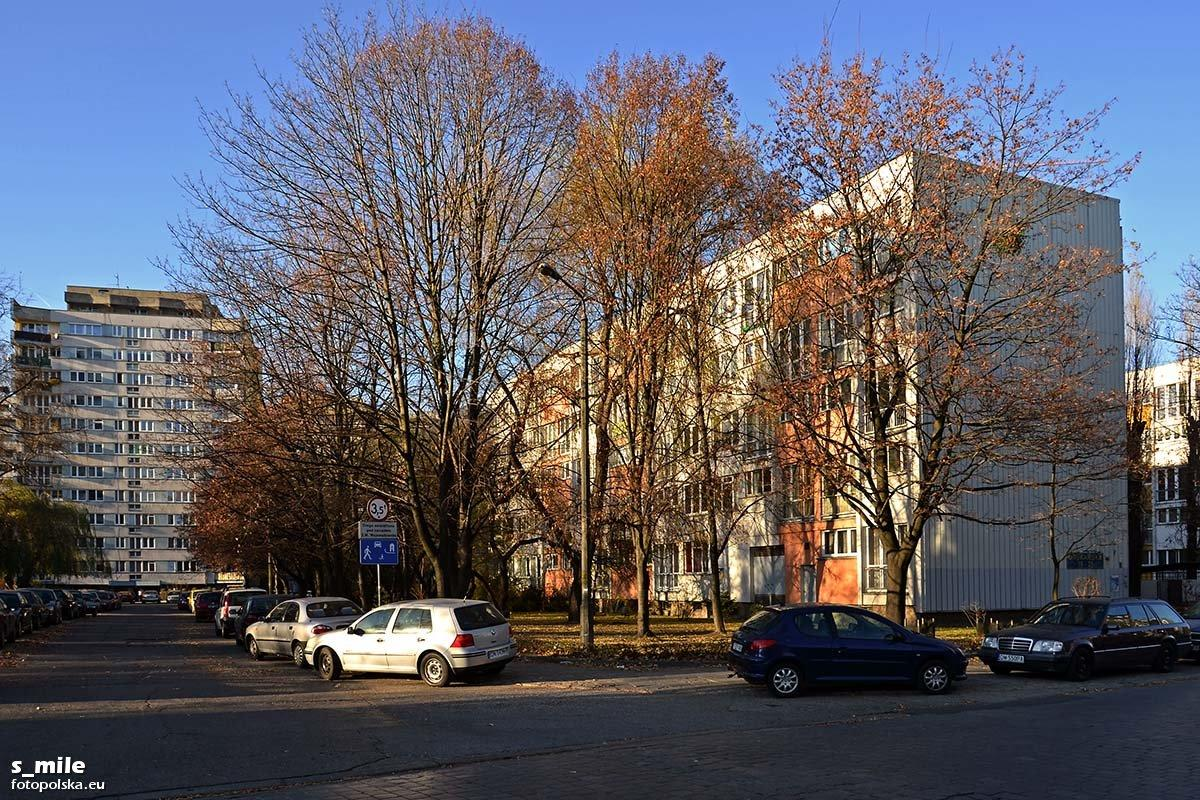
Ulica Drukarska, zespół osiedli Anna – Barbara – Celina – Dorota

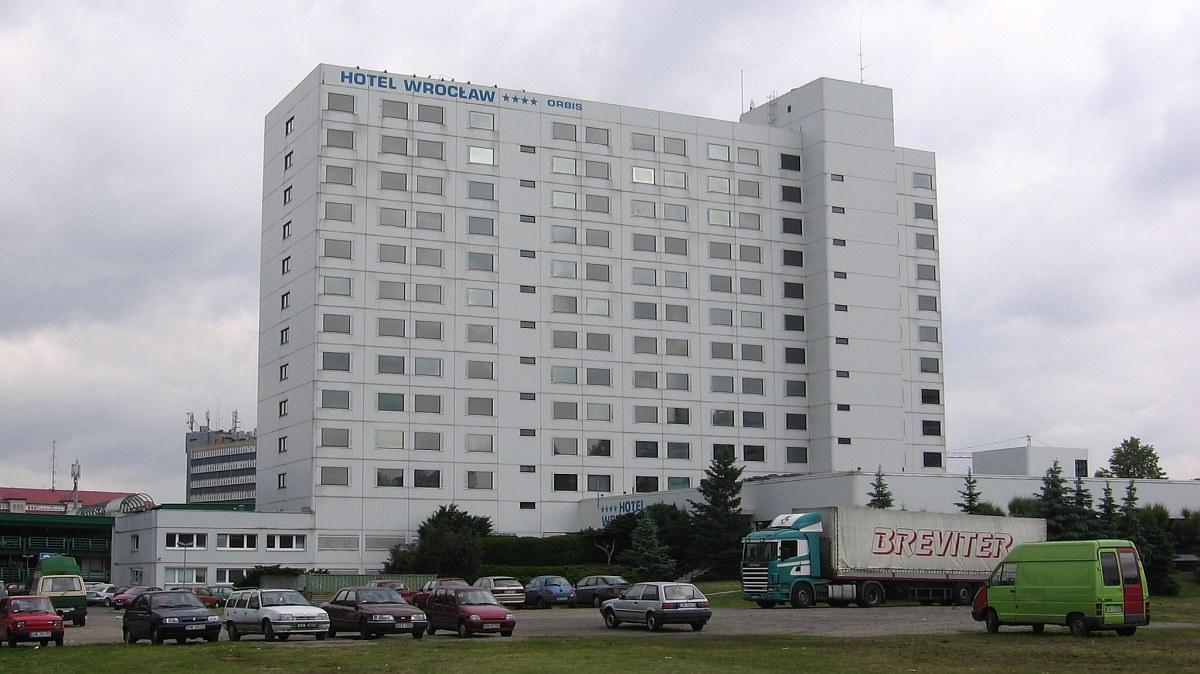
Hotel Wrocław

### 1971
- 22 kwietnia miała miejsce premiera filmu „Złote koło”, do którego zdjęcia w całości zrealizowano w plenerach Wrocławia[83], m.in. na nieistniejącej już ulicy Złote Koło.

### 1972
- Mocą bulli papieskiej papieża Pawła VI unormowano status terytorialny archidiecezji wrocławskiej[23].

### 1973
- Do miasta przyłączono Strachowice, Osiniec, Jarnołtowo, Żar, Mokrą, Marszowice, Jerzmanowo, Rędzin, Świniary, Widawę, Polanowice, Pracze Widawskie, Lipę Piotrowską i Kłokoczyce[39][36].
- Przywrócono stanowisko prezydenta miasta Wrocławia[84].
- Satyryczna audycja Radia Wrocław Studio 202 zadebiutowała na antenie ogólnopolskiej, gdzie była nadawana aż do stanu wojennego[85].
- 18 grudnia prezydent miasta Wrocławia Marian Czuliński poinformował o planie przebudowy centrum miasta i wybudowania trasy wschód – zachód (trasa W-Z). Wyburzeniu miała ulec część zabytkowego centrum, położonego na południe od rynku[86].

### 1974
- Zreorganizowano doraźną pomoc medyczną w mieście. Po połączeniu Miejskiej i Wojewódzkiej Stacji Pogotowia Ratunkowego powstał Dolnośląski Zespół Stacji Pogotowia Ratunkowego z siedzibą przy ul. Traugutta 112[33].
- Rozpoczęła się budowa nowego dworca autobusowego na południe od dworca głównego, w miejscu parku zwanego nieoficjalnie Małpim Gajem[87].
- Otwarto ozonownię wody przy ul. Ślężnej[88].
- Obraz Matki Boskiej Pocieszenia został przewieziony do Wrocławia, intronizowany w 1977 roku. Obraz znajduje się w kościele św. Klemensa Dworzaka[89].
- Zakończono budowę zespołu osiedli Południe, zwanych Anna, Barbara, Celina i Dorota, usytuowanych po obu stronach ul. Powstańców Śląskich. Zamieszkało w nich około 30 tys. wrocławian[90].
- 10 marca zmarł arcybiskup wrocławski, kardynał Bolesław Kominek[91].
- 2 czerwca oddano do użytku wrocławski hotel Novotel przy ulicy Wyścigowej[92].
- 22 lipca otwarto zachodni, półtorakilometrowy odcinek trasy W-Z, łączący wschód miasta z zachodem[93].
- We wrześniu zostało otwarte XIV Liceum Ogólnokształcące im. Polonii Belgijskiej przy ul. Szczytnickiej, które w krótkim czasie osiągnęło pozycję jednej z najlepszych szkół średnich w Polsce[94]. W roku 2002 zostało przeniesione do budynku dawnego Technikum Żeglugi Śródlądowej przy alei Aleksandra Brücknera[95].
- 1 grudnia we wrocławskich tramwajach zlikwidowano obsługę konduktorską w liniach 7, 11, 23. W następnym roku komunikacja miejska przeszła w całości na system samoobsługowy[96].

### 1975
- Zmiana kompetencji Miejskiej Rady Narodowej. Powołano wspólną radę narodową dla województwa wrocławskiego i miasta Wrocławia, a funkcję przewodniczącego oddano pierwszemu sekretarzowi PZPR[97].
- Decyzją prezydenta miasta Wrocławia Mariana Czulińskiego wysadzono w powietrze średniowieczne Młyny Świętej Klary, znajdujące się pomiędzy Wyspą Słodową a Wyspą Bielarską. Za tę decyzję prezydent miasta został odwołany ze stanowiska[98].
- Pierwszy pożar kościoła garnizonowego pw. św. Elżbiety, położonego przy północno-zachodnim narożniku wrocławskiego rynku. Następny pożar kościoła garnizonowego miał miejsce rok później. Odbudowę, powoli ciągnącą się przez lata 80. XX w., częściowo zakończono dopiero w roku 1997[99].
- Otworzono pieszy szlak wokół Wrocławia (znaki żółte). W roku 1986 otrzymał on imię Bronisława Turonia[100].
- 30 kwietnia na ul. Świdnickiej otwarto podziemne przejście pod ul. Kazimierza Wielkiego zwane Przejściem Świdnickim. Przebudowano je w roku 2015[101].
- 28 maja, wskutek reformy administracyjnej, Wrocław wraz z Poznaniem utraciły status miasta wydzielonego[102].
- 22 lipca na placu Wolności równolegle ze Świętem Kwiatów odbyła się publiczna impreza „Pafawag miastu”. Fabryka Pafawag zatrudniała wtedy 7800 osób[103].
- 8 grudnia z Wrocławia do Warszawy wyruszył specjalnie przygotowany (m.in. popielato-brązowe malowanie wagonów) pociąg „Odra 2”, którym do Warszawy przyjechali wrocławscy uczestnicy VII Zjazdu PZPR.  Pociąg następnie obsługiwał trasę Wrocław – Warszawa[103].

### 1976
- We Wrocławiu zastrajkowało kilka zakładów pracy dla poparcia wydarzeń czerwcowych w Radomiu i Ursusie[97].
- Śląsk Wrocław został po raz trzeci mistrzem Polski w koszykówce pod wodzą trenera Andrzeja Kuchara i Mieczysława Łopatki[104].
- 1 maja na stadionie w Koszalinie Śląsk Wrocław pokonał Stal Mielec 2:0 i po raz pierwszy w historii zdobył puchar Polski w piłce nożnej[105].
- 9 czerwca w godzinach wieczornych ponownie spłonął kościół garnizonowy pw. św. Elżbiety. W akcji ratunkowej udział brało 200 strażaków[106].

### 1977
- Otwarto nowoczesne Centrum Diagnostyki Medycznej „Dolmed”, przeznaczone do masowych badań przesiewowych pracowników wrocławskich zakładów pracy[107].
- Śląsk Wrocław zdobył mistrzostwo Polski w piłce nożnej, koszykówce i piłce ręcznej[108].

### 1978
- W maju rozpoczęto eliminowanie tramwajów z wrocławskiego rynku[40].
- 7 maja otwarto część trasy W-Z prowadzoną przez plac Dzierżyńskiego, łącznie z bezkolizyjnym skrzyżowaniem[109].

### 1979
- Wyjątkowo sroga zima na kilka dni sparaliżowała miasto, a temperatury spadły poniżej 20 stopni. Stanowisko wojewody stracił Zbigniew Nadratowski, którego obciążono odpowiedzialnością za wyłączenie z eksploatacji wrocławskiej elektrociepłowni, na co spowodowało brak dopływu prądu do wrocławskich szpitali, w tym położniczych[110].
- Śląsk Wrocław został po raz czwarty mistrzem Polski w koszykówce pod wodzą trenera Mieczysława Łopatki[111].

### 1980
- Oddano do użytku Hotel Wrocław przy ul. Powstańców Śląskich, z 300 pokojami, basenem i sauną. Hotel został zaprojektowany i wybudowany przez przedsiębiorstwo fińskie[112].
- Śląsk Wrocław został po raz piąty mistrzem Polski w koszykówce pod wodzą trenera Mieczysława Łopatki[113].
- 26 sierpnia wrocławskie zakłady pracy przyłączyły się do strajków robotników trwających w innych miastach Polski[10]. W zajezdni autobusowej przy ul. Grabiszyńskiej powstała wrocławska „Solidarność”[10].
- 21 października rozpoczął się strajk głodowy kolejarzy, domagających się podwyżek uposażenia. Strajk trwał 144 godziny[114].
- Liczba ludności Wrocławia wynosiła 618 tys.[51]

## Lata 1981–1988

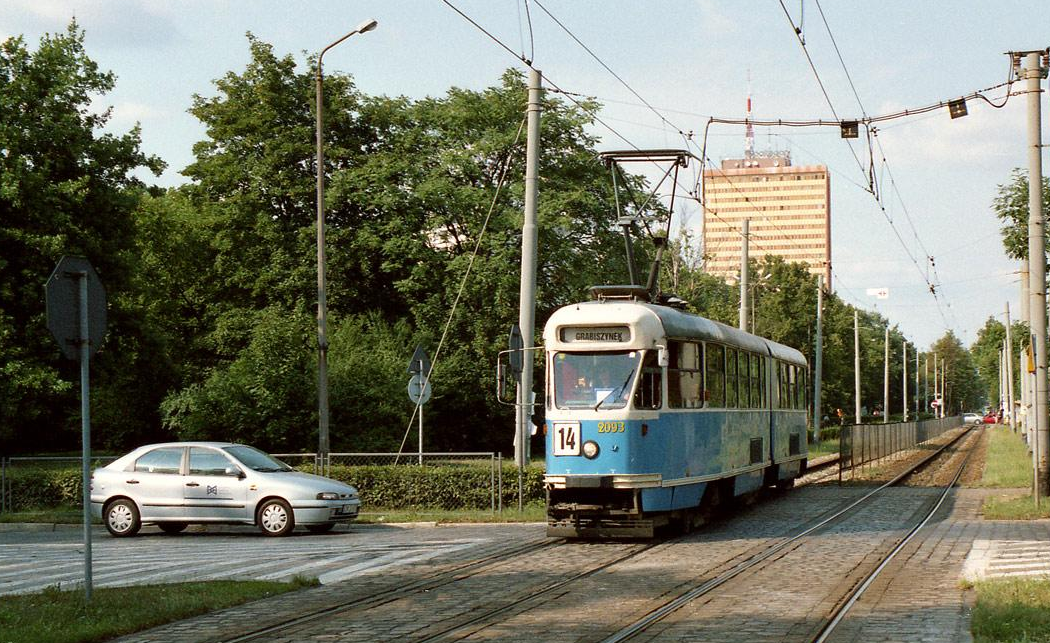
Poltegor w perspektywie ul. Powstańców Śląskich

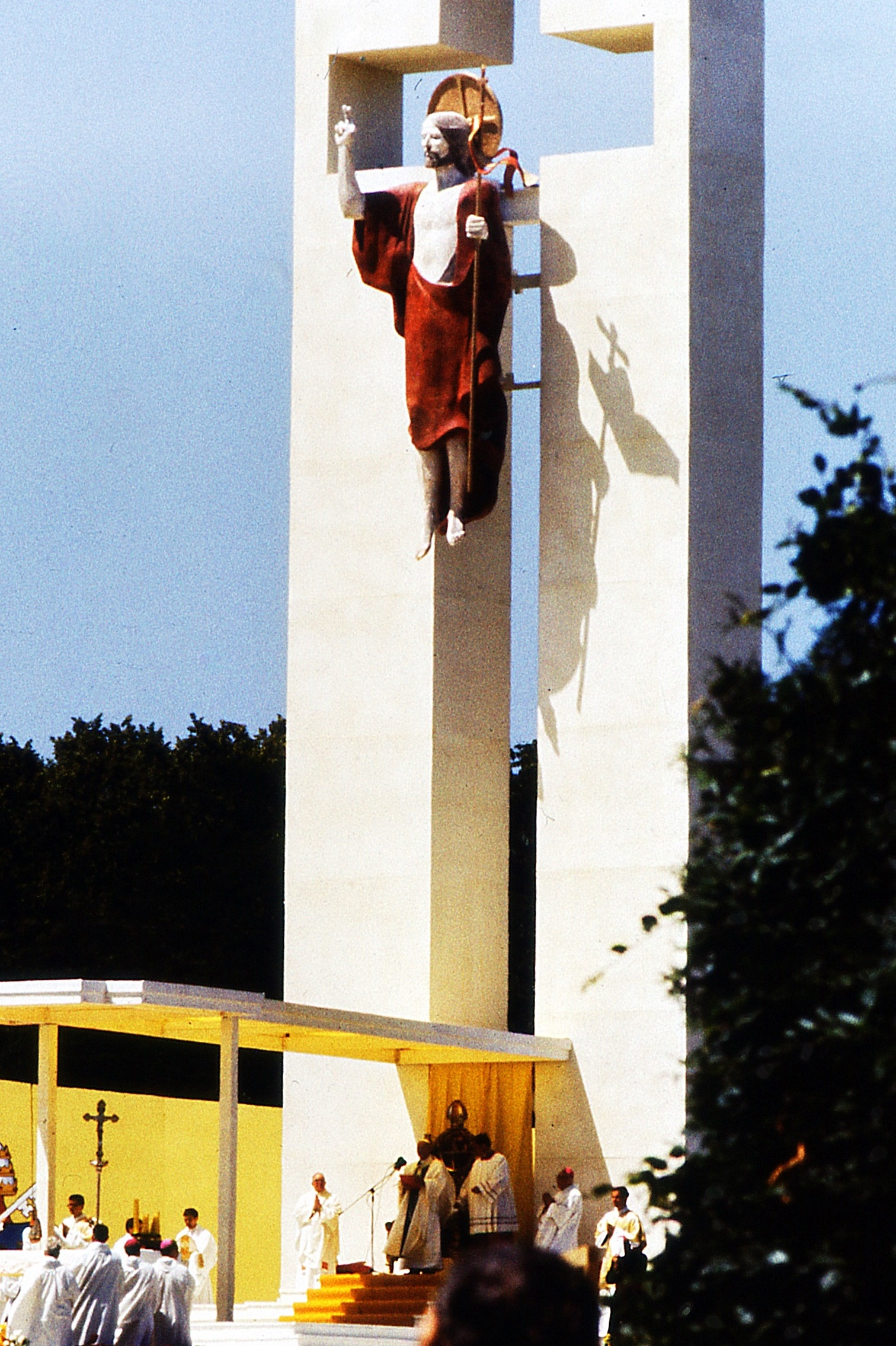
Wizyta papieska na Partynicach w 1983

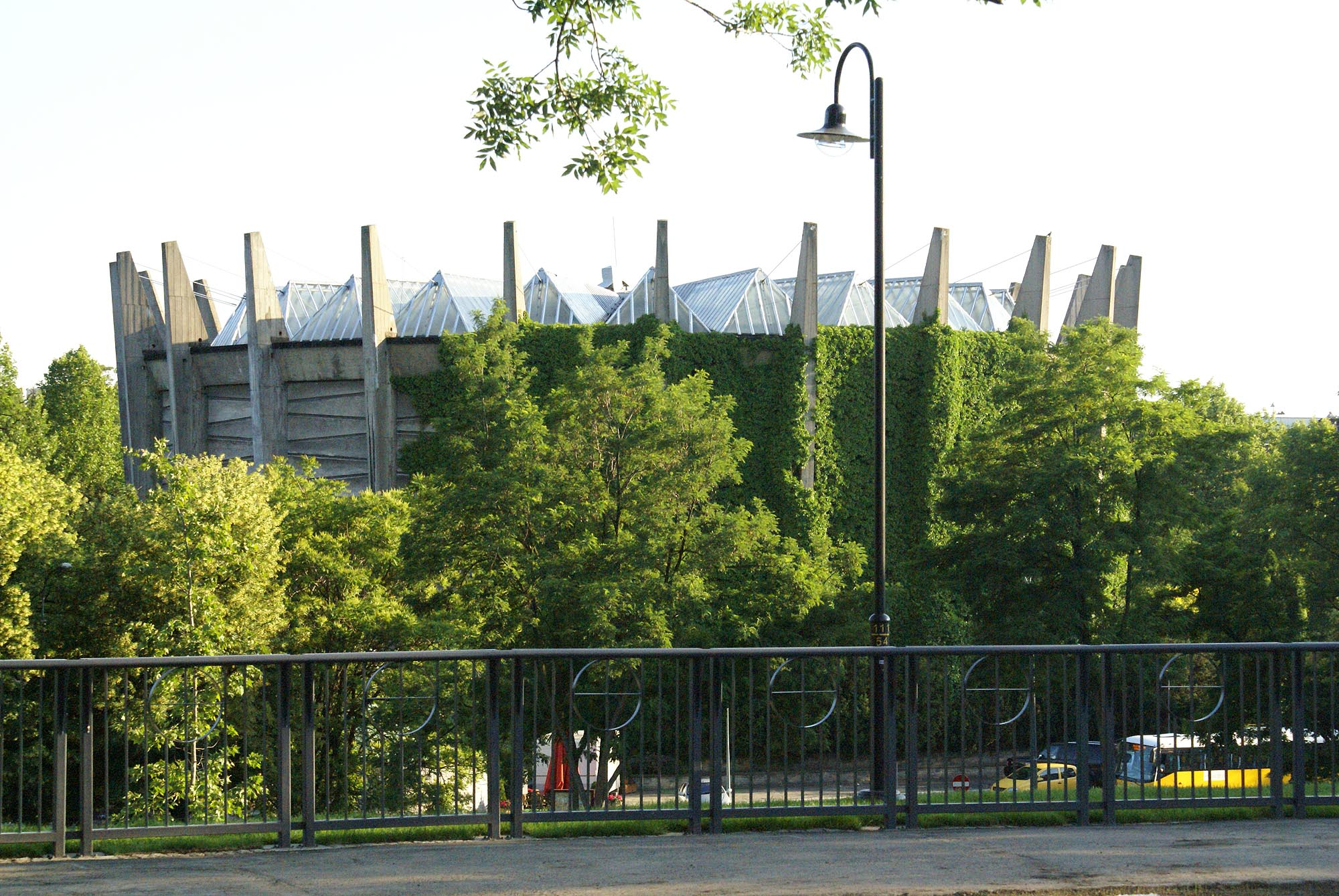
Rotunda Panoramy Racławickiej

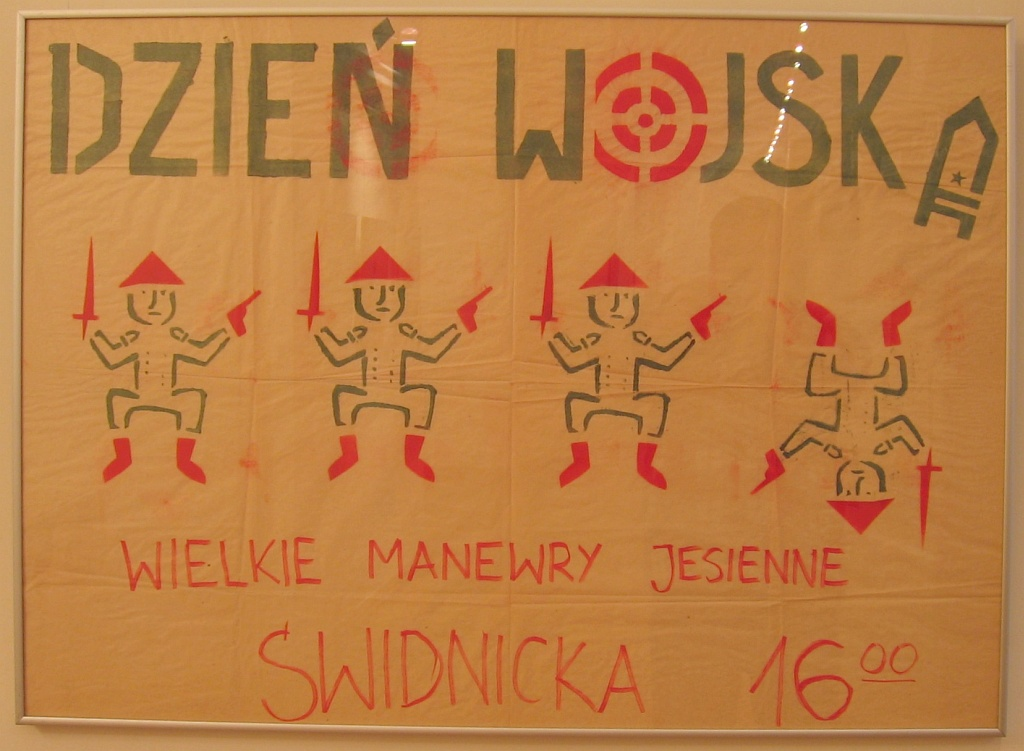
Plakat „Pomarańczowej Alternatywy” zapowiadający happening ku czci „Dnia Wojska” z 12.10.1987 przedstawiający uzbrojone krasnoludki.

### 1981
- Oddano do użytku biurowiec Poltegor Centre przy ul. Powstańców Śląskich, najwyższy wieżowiec we Wrocławiu, o wysokości 90 m., liczący 25 kondygnacji[115].
- Od września do października zanotowano serie zamieszek w mieście, m.in. w okolicy Powszechnego Domu Towarowego wywrócono radiowóz[116].
- Śląsk Wrocław został po raz szósty mistrzem Polski w koszykówce pod wodzą trenera  Mieczysława Łopatki[117].
- Na początku grudnia działacze Solidarności, m.in. Józef Pinior, podjęli z konta Solidarności 80 mln zł[118].
- 14 grudnia, dzień po wprowadzeniu stanu wojennego w Polsce, we Wrocławiu rozpoczęły się strajki okupacyjne w zakładach pracy. Władze komunistyczne spacyfikowały strajki w kilku wrocławskich zakładach pracy, m.in. FAT, Polar i Fadromę[119], które ogłosiły strajk generalny[120][118].
- 14 grudnia podczas akcji pacyfikacyjnej na Politechnice Wrocławskiej zmarł Tadeusz Kostecki, uznawany za pierwszą ofiarę stanu wojennego[118].
- 14 grudnia w miejsce trzech wrocławskich dzienników, „Słowa Polskiego”, „Gazety Robotniczej” i „Wieczoru Wrocławia”, ukazał się „Monitor Dolnośląski” o nakładzie 300 tys. egzemplarzy. Redaktorem naczelnym został Julian Bartosz[121].
- Od 18 grudnia na ulicach miasta wojsko prowadziło akcję propagandową: rozdawano ulotki wzywające do zachowania spokoju oraz przekazywano komunikaty przy pomocy 63 ruchomych rozgłośni. Akcja trwała przez kilkanaście dni[122].
- 31 grudnia ukazał się ostatni numer „Monitora Dolnośląskiego”; od nowego roku powrócono do wydawania oddzielnych wrocławskich dzienników. Wydano w sumie 13 numerów „Monitora Dolnośląskiego”[121].

### 1982
- 2 stycznia przywrócono wydawanie trzech wrocławskich dzienników. W redakcjach gazet dokonano czystek, w „Wieczorze Wrocławia” zwolniono 30% redakcji, w „Słowie Polskim” zwolniono 3 osoby, a w „Gazecie Robotniczej” 7 dziennikarzy[122].
- W styczniu w 8 zakładach pracy odbyły się kilkugodzinne strajki związane z podwyżkami cen[118].
- 9 maja WKS Śląsk Wrocław przegrał na własnym stadionie z Wisłą Kraków 0:1 w obecności ok. 30 tys. widzów.  Mecz miał zadecydować o mistrzostwie Polski. Przebieg spotkania oceniono jako najbardziej podejrzany w polskiej piłce nożnej. Mistrzem został Widzew Łódź[123].
- 13 czerwca, pół roku od wprowadzenia stanu wojennego, doszło do pierwszej dużej demonstracji, głównie w okolicach ul. Grabiszyńskiej, trwającej do późnych godzin nocnych. Zatrzymano 150 osób[124].
- 30 sierpnia w nocy na transformatorze w dzielnicy Sępolno oraz na bloku na Biskupinie zostały namalowane pierwsze krasnale. Ich autorem był lider Pomarańczowej Alternatywy Waldemar „Major” Fydrych[125].
- 31 sierpnia 1982 we Wrocławiu odbyła się największa i najbardziej burzliwa manifestacja w kraju od wprowadzenia stanu wojennego: atakowano oddziały ZOMO, zmuszając je kilka razy do odwrotu. W demonstracji udział wzięło około 50 tys. uczestników[126]. W trakcie demonstracji zginął postrzelony śmiertelnie Kazimierz Michalczyk. Milicja zatrzymała 645 osób[124].

### 1983
- Otwarto nowy stadion lekkoatletyczny przy ul. Skarbowców, pierwszy w kraju obiekt o tartanowej nawierzchni, zbudowany z myślą o lekkoatletycznych mistrzostwach świata[127].
- Odremontowano Halę Targową przy placu biskupa Nankiera, jeden z cenniejszych zabytków z początku XX w.[128].
- 15 maja odbył się pierwszy Maraton Ślężan na trasie Sobótka – Wrocław. Impreza zgromadziła 131 biegaczy i jedną biegaczkę[129].
- 21 czerwca 1983 Jan Paweł II odwiedził Wrocław w czasie swojej drugiej pielgrzymki do Polski. Główne uroczystości odbyły się na Torze Wyścigów Konnych na Partynicach[130].

### 1984
- W czerwcu przywrócono funkcję prezydenta miasta Wrocławia.  Prezydentem miasta został Stanisław Apoznański[98].
- Oddano do użytku nowy szpital specjalistyczny przy ul. Kamieńskiego[49].
- 24 marca otwarto przejście podziemne na placu 1 Maja (ob. pl. Jana Pawła II)[131].

### 1985
- Zakończył działalność teatr „Laboratorium”[132].
- Oddano do użytku hotel pielęgniarek przy ul. Ślężnej, zespół trzech budynków o różnych wysokościach i atrakcyjnej architekturze[133].
- W czerwcu oddano do użytku Wzgórze Gomułki, dawne wysypisko gruzów z okresu oblężenia miasta na obszarze między ulicami Borowską, Ślężną, Dyrekcyjną i Kamienną. Po roku 1990 wzgórze przemianowano na im. gen. Andersa[134].
- Odsłonięto kopię pręgierza w rynku, zniszczonego w lutym 1945 roku[135].
- 14 czerwca udostępniono do zwiedzania Panoramę Racławicką. Panoramę sprowadzono do Wrocławia w roku 1946, a następnie wywieziono poza Wrocław. Sam gmach rotundy, w którym Panorama została zaprezentowana, wzniesiono już w latach 60. i 70[136].
- 16–18 sierpnia na Stadionie Olimpijskim odbył się kongres międzynarodowy Świadków Jehowy pod hasłem „Lud zachowujący prawość”[137][138].

### 1986
- 1 czerwca podczas koncertu zorganizowanego z okazji Dnia Dziecka doszło do gorszącego incydentu z udziałem członka zespołu Lady Pank Jana Borysewicza, który obnażył się przed widownią. Koncert przerwano, a artysta został aresztowany[139].
- 20 września w Hali Ludowej odbył się koncert zespołu Iron Maiden[140].

### 1987
- Zawarto umowę partnerską pomiędzy miastem Wrocław i niemieckim miastem Wiesbaden, obejmującą współpracę kulturalną, sportową i szkolną, w tym również wymianę uczniów[98].
- Ślęza Wrocław po raz pierwszy zdobyła tytuł mistrza Polski w koszykówce kobiet[141].
- Śląsk Wrocław został po raz siódmy mistrzem Polski w koszykówce pod wodzą trenera  Arkadiusza Konieckiego[142].
- 24 czerwca na stadionie Odry Opole WKS Śląsk pokonał po konkursie rzutów karnych GKS Katowice 4:3 i zdobył po raz drugi puchar Polski w piłce nożnej[143].
- 6 grudnia odbył się happening Pomarańczowej Alternatywy. Na ulicę Świdnicką wyszło 30 Świętych Mikołajów, których aresztowała milicja[144].

### 1988
- 1 maja miała miejsce ostatnia nielegalna manifestacja okresu komunizmu – starcie sympatyków i członków NSZZ Solidarność z milicją[145].
- 1 czerwca we Wrocławiu odbył się jeden z największych happeningów Pomarańczowej Alternatywy, „Rewolucja krasnoludków”. O godzinie 16:00 spacerujący tłum nałożył przygotowane uprzednio czapki[146],